# Lothova mapa

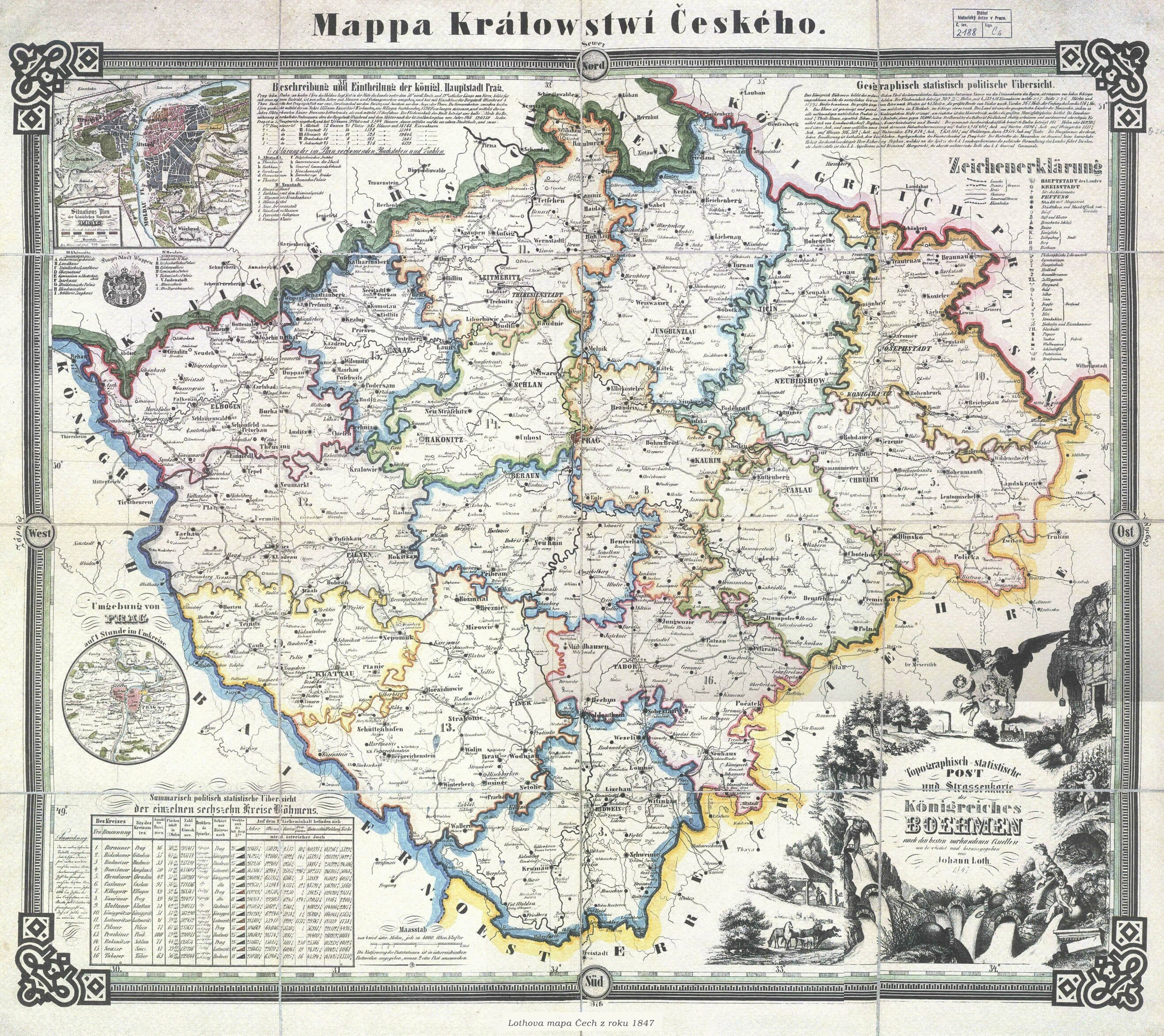
Mappa Králowstwí Českého

Lothova mapa (původním českojazyčným názvem Mappa Králowstwí Českého. a původním německojazyčným názvem Topographisch - statistische Post und Strassenkarte des Königreiches Boehmen nach den besten vorhandenen Quellen neu bearbeitet und herausgegeben von Johann Loth. datovaná 1847) je mapa Čech, kterou vytvořil roku 1847 pražský kartograf Jan Loth (1816, Nymburk – 1899, Dundee). Součástí této mapy byl také plán hlavního města Prahy v tehdejším mohutném bastionovém opevnění včetně nejbližšího okolí. Mapa má při měřítku cca 1 : 400 000 rozměry 800 x 950 mm. Grafické měřítko je uvedeno v dolnorakouských mílích. Na mapě je znázorněno dobové rozdělení do 16 krajů, silniční a železniční síť, sídla podle významu, naleziště nerostných surovin, školy, lázně, pošty atd.
Tato mapa patří mezi jednu z prvních, na kterých se v 19. století začala objevovat čeština. Ta se však objevila pouze u popisu světových stran a v nadpise, jinak byla mapa v němčině nebo se tituly objevovaly dvojjazyčně. Mapa byla tištěna kamenotiskem ze čtyř desek, její rozměr je 879 x 1025 mm. Mapa i plán jsou ručně vybarveny a pro rozlišení městských čtvrtí je použito též různé šrafování.
Tvorba mapy probíhala v období pozdního klasicismu, který se na rozdíl od předcházejícího období baroka nevyznačoval přílišnou zdobností. Na mapě lze přesto najít klasicky barokní zdobné prvky jako například baculatý andělíček držící kartuši nebo složitější zdobné rohy skládající se z oblých křivek. Zdobné prvky mají symbolizovat krásu a bohatství české země.

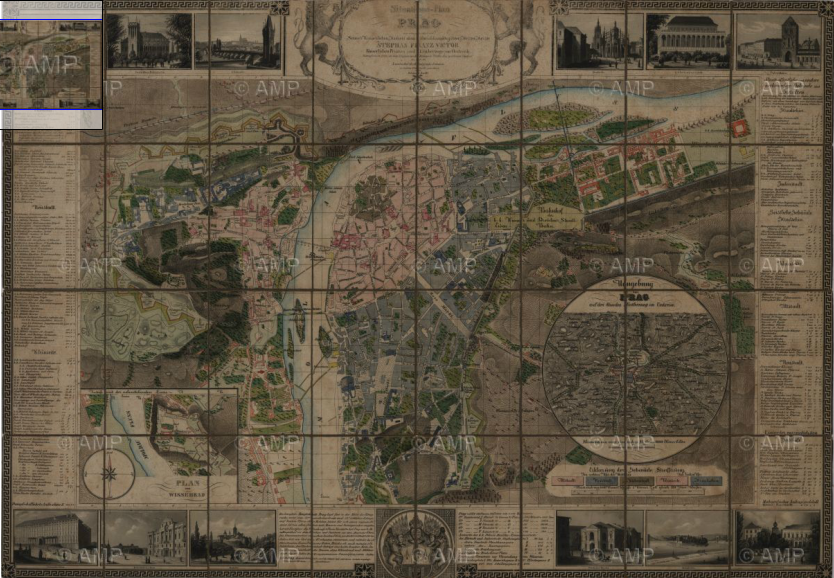
Plán Prahy

## Plán Prahy
Zařazení podrobnějšího plánu hlavního města do mapy bylo zvykem tehdejších novodobých kartografů. Plán Prahy se nachází v severozápadním rohu mapy. Jan Loth zpracoval dříve plán Prahy v měřítku 1 : 8 640 datovaný rokem 1845, který vycházel z katastrálního mapování. Původní plán Prahy poté použil jako předlohu pro tvorbu plánu Prahy, který byl součástí mapy Čech datované rokem 1847.

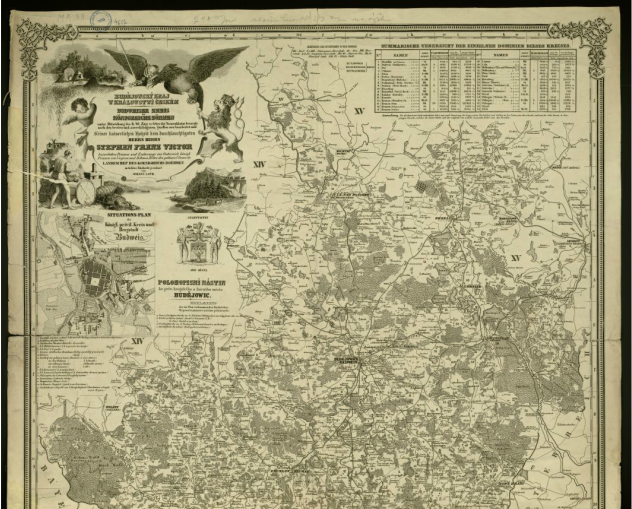
Budějovický kraj

Plán Prahy znázorňuje silniční síť i náměstí včetně podrobných popisků a znázornění významnějších budov nebo míst. Bylo možné jej skutečně využít pro orientaci v hlavním městě. Zobrazeno je i okolí pražských hradeb, které bylo dosažitelné do jedné hodiny. Mimorámové údaje obsahují statistické informace a uvádí seznam významných budov řazených podle čtvrtí – jejich poloha je určena arabskými a římskými číslicemi a malými a velkými písmeny pro dohledání v mapě.

## Další tvorba
Kromě mapy Čech vytvořil Jan Loth ještě mapy českých krajů: Boleslavského, Budějovického, Kouřimského, Prácheňského a Táborského.